# Walking on Thin Ice – Compilation
 Walking on Thin Ice – Compilation ist das zweite Kompilationsalbum von Yoko Ono. Gleichzeitig ist es einschließlich der drei Avantgarde-Alben sowie Some Time in New York City, Double Fantasy, Milk and Honey und zweier Interviewalben mit ihrem Ehemann John Lennon und des Live-Albums der Plastic Ono Band das insgesamt neunzehnte Album Yoko Onos. Es wurde am 20. März 1992 in den USA veröffentlicht.

## Entstehungsgeschichte
Das Album  Walking on Thin Ice – Compilation ist eine Art „Best of“-Album, das das musikalische Schaffen von Yoko Ono zwischen den Jahren 1971 (Fly) und 1985 (Starpeace) umfasst. Es wurden lediglich kommerzielle Lieder von Yoko Ono für das Album ausgewählt, sodass auf avantgardistische Musik verzichtet wurde. Die Lieder des Albums waren vorher als CD-Version, außer die von den Alben Double Fantasy und Milk and Honey, lediglich auf der Onobox erschienen. Erst fünf Jahre später, im Jahr 1997, wurden die Alben von Yoko Ono als CD auf Rykodisc Records veröffentlicht.
Das CD-Heft enthält Kommentare zu Yoko Onos Musik von Ringo Starr, David Bowie, Roberta Flack, Nile Rodgers, Eric Clapton und anderen Künstlern.
In der Liste Women Who Rock: The 50 Greatest Albums of All Time des Musikmagazins Rolling Stone rangiert das Album auf Platz 40 von 50.

## Cover
Die Covergestaltung erfolgte von Yoko Ono. Das Coverfoto stammt von Allan Tannenbaum. Die Computergrafik stammt von Maureen Nappi/VCA Teletronics.

## Titelliste
Alle Titel des Albums wurden von Yoko Ono komponiert.
1. Walking on Thin Ice – 6:00
Single-A-Seite aus dem Jahr 1981, entstand während der Aufnahmen zu Double Fantasy
2. Even When You’re Far Away – 4:12
vom Album Season of Glass
3. Kiss Kiss Kiss – 2:40
vom Album Double Fantasy
4. Nobody Sees Me Like You Do – 3:33
vom Album Season of Glass
5. Yang Yang – 3:48
vom Album Approximately Infinite Universe
6. No, No, No – 2:41
vom Album Season of Glass
7. Death of Samantha – 5:05
vom Album Approximately Infinite Universe
8. Mindweaver – 3:27
vom Album Season of Glass
9. You’re the One – 4:26
vom Album Milk and Honey
10. Spec of Dust – 3:32
vom Album It’s Alright (I See Rainbows)
11. Midsummer New York – 2:15
vom Album Fly
12. Don’t Be Scared – 3:51
vom Album Milk and Honey
13. Sleepless Night – 3:52
vom Album Milk and Honey
14. Kite Song – 2:48
vom Album Approximately Infinite Universe
15. She Gets Down on Her Knees – 4:10
vom Album Season of Glass
16. Give Me Something – 1:34
vom Album Double Fantasy
17. Hell in Paradise – 3:38
vom Album Starpeace
18. Woman Power – 5:36
vom Album Feeling the Space
19. O’Oh – 4:01
von den Sessions zum Album A Story

## Wiederveröffentlichung
Die CD wurde am 16. April 2010 wiederveröffentlicht und enthält eine andere Gestaltung des Rückcovers.